# ジョン・ローレンス (初代ローレンス男爵)
初代ローレンス男爵ジョン・レアード・メイアー・ローレンス（英: John Laird Mair Lawrence, 1st Baron Lawrence, GCB, GCSI, PC、1811年3月4日 - 1879年6月27日）は、イギリスの政治家、貴族。
インド・パンジャーブの行政官を経て、1864年から1869年にかけてインド総督を務めた。

## 経歴
イギリス陸軍軍人アレクサンダー・ローレンス中佐の六男として生まれた。東インド会社カレッジを卒業し、1829年からイギリス東インド会社ベンガル管区の行政官となり、インド・デリーに勤務した。
1839年から1843年にかけて一時イギリスへ帰国し、その間に結婚した。1843年から再びデリー勤務となり、フェローズプルの戦いに補給面で大きく貢献したことで総督ハーディング子爵ヘンリー・ハーディングの目に留まり、以降出世街道に乗った。
1848年から1849年の第二次シク戦争後、総督ダルハウジー伯爵ジェイムズ・ラムゼイにパンジャーブ併合を進言し、その決断を下させた。その後、兄ヘンリー・モントゴメリー・ローレンスを議長とするパンジャーブ委員会の委員の一人となる。この委員会はローレンス兄弟によって取り仕切られており、兄弟はパンジャーブにおいて絶大な権力を握った。兄弟は法体系・法制度を整えることより「温情的専制政治」を行うことを好み、やがて「パンジャーブ派」と呼ばれるようになった。しかし後にシク貴族に対する処置をめぐって兄ヘンリーと対立を深め、総督ダルハウジー伯爵の裁定によりヘンリーはラージプターナへ転勤となり、ジョンがパンジャブ長官に就任した。1852年から1858年にかけてその地位に在職した。
1857年から1858年のインド大反乱では、アワド長官になっていた兄ヘンリーがラクナウの官邸で反乱インド人兵士に包囲されて籠城戦の末に戦死した。その戦いぶりを称えられてヘンリーはイギリスの英雄となった。ジョンのパンジャブでは反乱兵は出なかったものの、彼はただちに忠誠の怪しいインド軍を武装解除し、イギリス軍とシク軍を反乱軍が占領したデリーに援軍として派兵し、デリー陥落に貢献した。この適切な判断やシクを反乱に加わらせなかったこと（シクたちはイスラムに対する反感から反乱に参加しなかった）を高く評価され、ジョンもイギリスの国民的英雄となっていった
過労で体調を悪くし、1859年にイギリスへ帰国したが、この際、凱旋将軍のごとく熱狂的にイギリス国民から歓迎され、ヴィクトリア女王より准男爵位を与えられた。

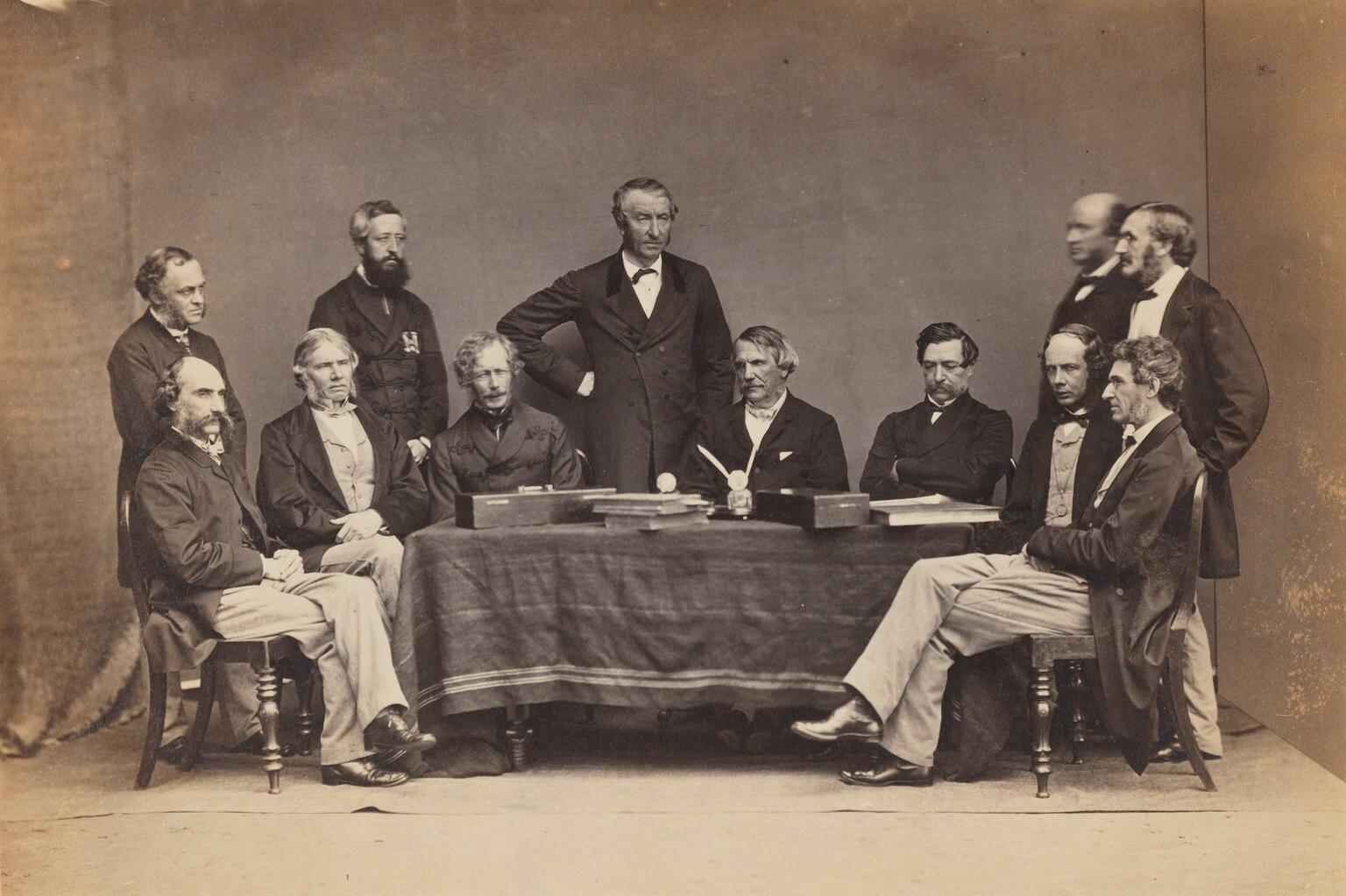
インド総督時代のローレンスら総督府関係者一同を映した一枚。写真中央に座っている人物がローレンス。

1863年11月に首相パーマストン子爵の人選により、インド総督兼副王に抜擢された。
1865年には、シムラーをインドの夏の首都と定めた。
外交面ではブータンを保護国と為した。他方アフガニスタンには慎重な政策をとった。アフガンでは1863年に国王ドースト・ムハンマド・ハーンが崩御し、その王子たちの間で後継者争いが発生していたが、ローレンスは拡張主義者たちからの介入進言を退けて、不介入を宣言し、内乱の末に王位を固めたシール・アリー・ハーンをアフガン王として認証している。
1869年1月に任期を終えて退任。帰国後の1869年4月にローレンス男爵に叙され、貴族院議員に列する。
1870年から1873年にかけてロンドン学校委員会委員長を務めた。1879年6月27日に死去。68歳だった。

## 栄典

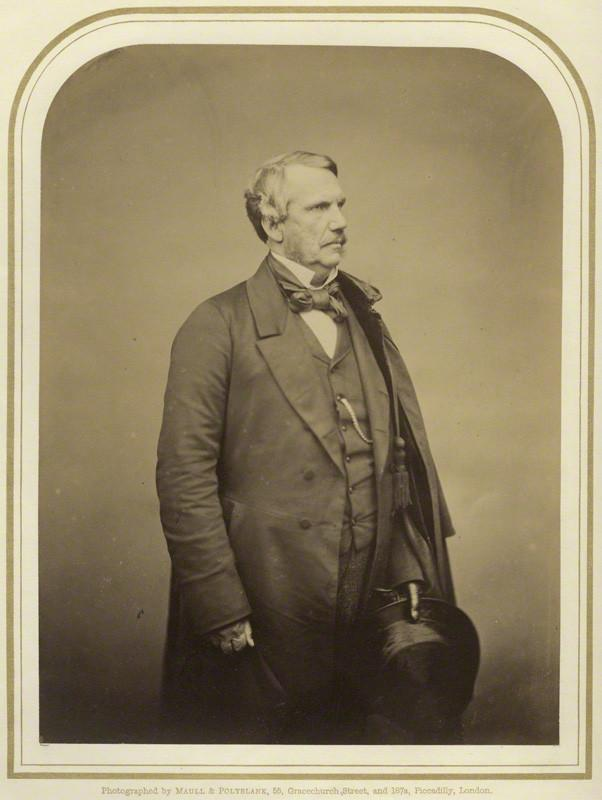
1859年のサー・ジョン・ローレンス準男爵

### 爵位
- 1869年4月3日、初代ローレンス男爵（連合王国貴族爵位）[4]

### 勲章
- 1856年、バス勲章ナイト・コマンダー（KCB）
- 1857年、バス勲章ナイト・グランド・クロス（GCB）
- 1861年、インドの星勲章ナイト・コマンダー（KCSI）
- 1866年、インドの星勲章ナイト・グランド・コマンダー（GCSI）[4]

### その他
- 1858年、（陸軍の）準男爵（連合王国準男爵位）
- 1859年、枢密顧問官（PC）[4]

## 家族
1841年にヘンリエッタ・ハミルトンと結婚し、彼女との間に第2代ローレンス男爵ジョン・ローレンスやヘンリー・アーノルド・ローレンスなど4男6女を儲けた。